# Skogsmästarskolan

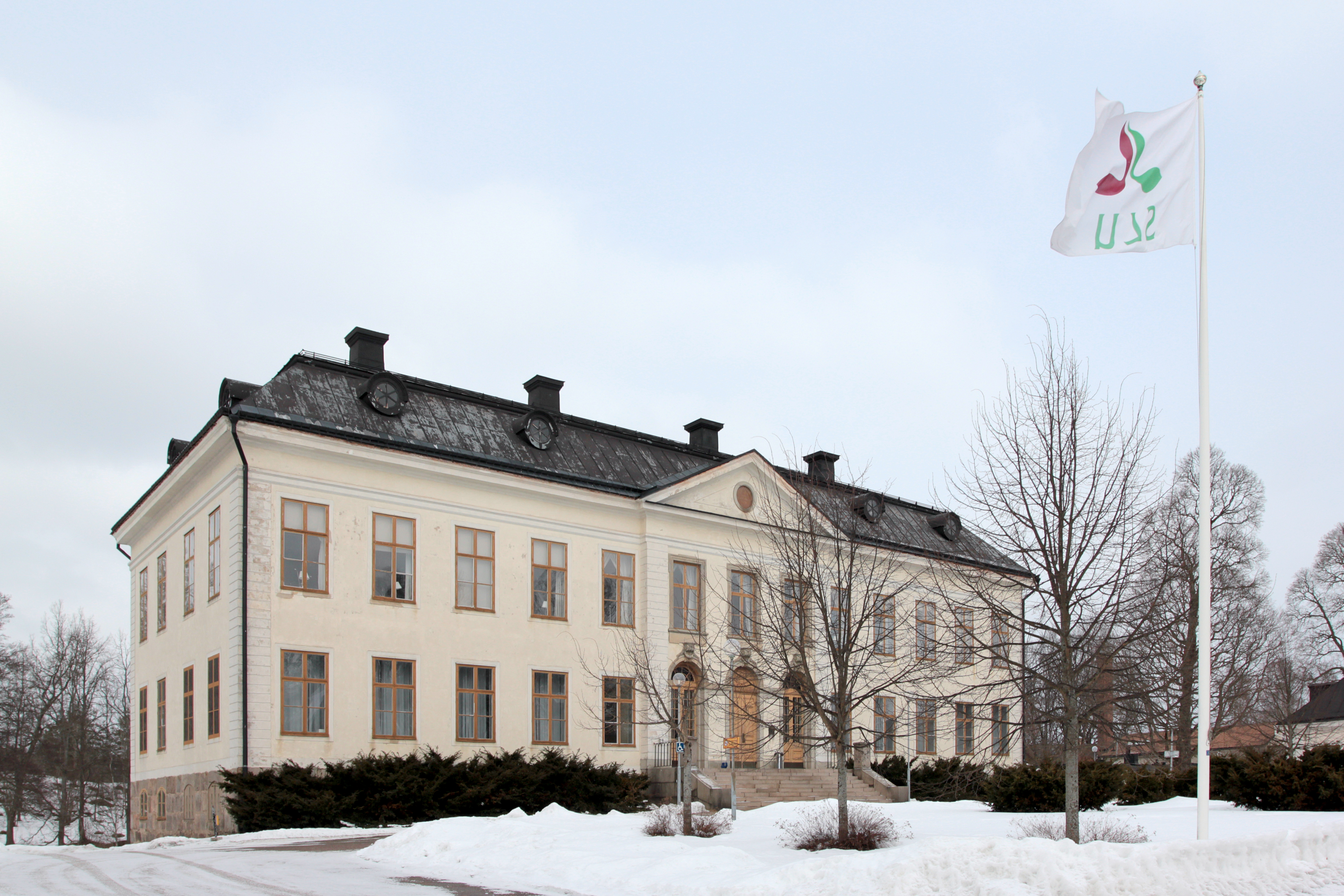
Skinnskattebergs herrgård, huvudbyggnaden.

Skogsmästarskolan är en institution inom Sveriges lantbruksuniversitet där skogsmästare utbildas. Skolan ligger i Skinnskatteberg i Västmanland och skolans huvudbyggnad är Skinnskattebergs Herrgård, byggd på 1700- talet. Skogsmästarskolan startades 1945 och ersatte den tidigare skogliga fortsättningsskolan i Kloten. Syftet var att erbjuda en högre skoglig utbildning på nivå mellan skogvaktare och jägmästare. Från början var skogsmästarutbildningen en påbyggnadsutbildning för skogstekniker (skogvaktare), men senare infördes möjlighet för personer med studentexamen och skoglig grundutbildning att komma in direkt på skogsmästarutbildningen via en preparandkurs. I mitten av 1990- talet lades den tidigare skogsteknikerutbildningen vid SLU ner och slogs ihop med skogsmästarutbildningen till dagens treåriga skogsmästarprogram. Skogsmästarskolan är naturskönt belägen och studenterna erbjuds goda möjligheter till jakt och annat friluftsliv. Skolan har också en aktiv studentkår som anordnar fester och andra aktiviteter.